# Liste der Biografien/Ceb
Liste der Biografien |
Portal Biografien |
Personensuche
# |
A |
B |
C |
D |
E |
F |
G |
H |
I |
J |
K |
L |
M |
N |
O |
P |
Q |
R |
S |
T |
U |
V |
W |
X |
Y |
Z |
?
 
Ca |
Cb |
Cc |
Ce |
Ch |
Ci |
Cj |
Ck |
Cl |
Cm |
Cn |
Co |
Cr |
Cs |
Ct |
Cu |
Cv |
Cw |
Cy |
Cz
 
Cea |
Ceb |
Cec |
Ced |
Cee |
Cef |
Ceg |
Ceh |
Cei |
Cej |
Cek |
Cel |
Cem |
Cen |
Ceo |
Cep |
Cer |
Ces |
Cet |
Ceu |
Cev |
Cey |
Cez
Die Liste der Biografien führt alle Personen auf, die in der deutschsprachigen Wikipedia einen Artikel haben. Dieses ist eine Teilliste mit 47 Einträgen von Personen, deren Namen mit den Buchstaben „Ceb“ beginnt.

## Ceb

### Ceba
- Cebà, Ansaldo (1565–1623), italienischer Dichter
- Ceballo, Kevin (* 1977), US-amerikanischer Salsasänger puerto-ricanischer Abstammung
- Ceballos Aldape, Sergio (* 1951), mexikanischer Fußballspieler
- Ceballos Atienza, Antonio (1935–2022), spanischer Geistlicher, römisch-katholischer Bischof von Cádiz y Ceuta
- Ceballos Escobar, Francisco Antonio (* 1958), kolumbianischer Ordensgeistlicher und römisch-katholischer Bischof von Riohacha
- Ceballos Guerra, Pedro (1759–1838), spanischer Diplomat, Politiker und Ministerpräsident
- Ceballos y Vargas, Francisco (1814–1883), spanischer Politiker und Minister
- Ceballos, Cedric (* 1969), US-amerikanischer Basketballspieler
- Ceballos, Dani (* 1996), spanischer FußballspielerDani Ceballos (* 1996)

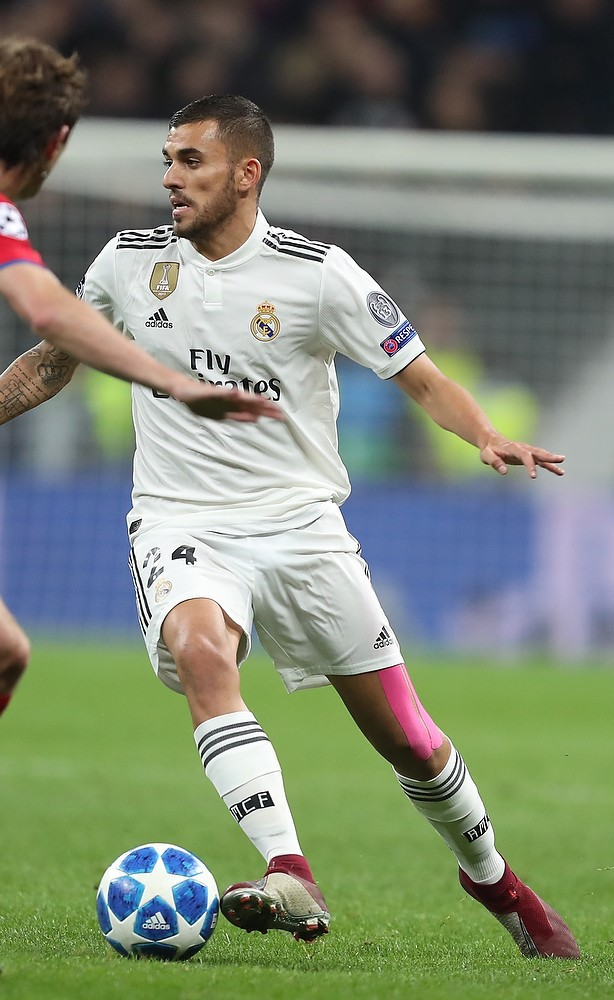
Dani Ceballos (* 1996)

- Ceballos, Gerardo (* 1958), mexikanischer Biologe, Ökologe und Naturschützer
- Ceballos, José Luis (* 1953), argentinischer Fußballspieler
- Ceballos, Luis (* 1964), chilenischer Fußballspieler
- Ceballos, Marvin (* 1992), guatemaltekischer Fußballspieler
- Ceballos-Escalera y Contreras, Isabel de (1919–1990), spanische Museumsdirektorin und Kuratorin
- Cebalo, Mišo (1945–2022), jugoslawischer bzw. kroatischer Schachspieler
- Ceban, Ion (* 1980), moldauischer Politiker und Bürgermeister von Chișinău
- Ceban, Nicolai (* 1986), moldauischer Ringer
- Cebanu, Ilie (* 1986), moldawischer Fußballspieler
- Cebanu, Pavel (* 1955), moldauischer Fußballspieler
- Çebanu, Yelena (* 1981), aserbaidschanisch-ukrainische Leichtathletin
- Čebašek, Alenka (* 1989), slowenische Skilangläuferin

### Cebe
- Cebe, Ahmet (* 1983), deutsch-türkischer Fußballspieler
- Cebe, Mustafa (* 1965), türkisch-deutscher Kinderbuchautor
- Cebe, Özgür (* 1974), deutscher Schauspieler, Kabarettist und Stand-up-Comedian
- Çeber, Engin (1979–2008), türkischer Aktivist und Folteropfer
- Cebesoy, Ali Fuat (1882–1968), osmanisch-türkischer Militäroffizier, Minister und BotschafterAli Fuat Cebesoy (1882–1968)

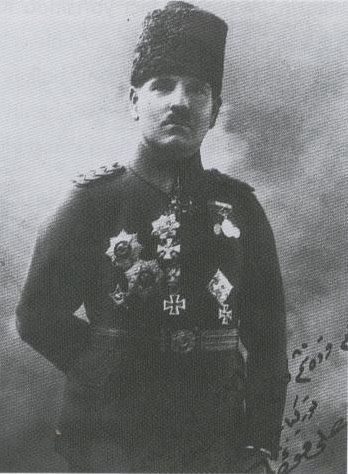
Ali Fuat Cebesoy (1882–1968)

### Cebi
- Çebi, Ahmet Nur (* 1959), türkischer Sportfunktionär
- Çebi, Burak (* 1985), türkischer Pianist
- Çebi, Selçuk (* 1982), türkischer Ringer
- Ćebić, Suzana (* 1984), serbische Volleyballspielerin
- Cebin, Rolf (* 1945), deutscher Polizist
- Čebinac, Srđan (* 1939), jugoslawischer Fußballspieler
- Čebinac, Zvezdan (1939–2012), jugoslawischer Fußballspieler und -trainer

### Cebo
- Cebotari, Maria (1910–1949), rumänische Opernsängerin (Sopran)Maria Cebotari (1910–1949)

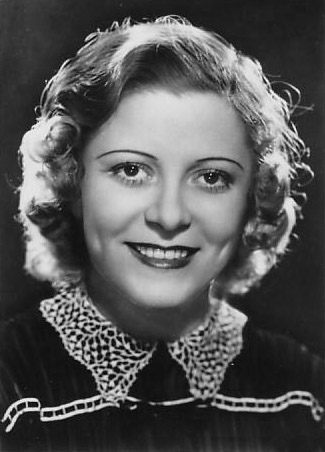
Maria Cebotari (1910–1949)

### Cebr
- Cebrián Devís, Pau (* 1979), spanischer Fußballschiedsrichterassistent
- Cebrian Valente, Alexandre (* 1968), portugiesischer Film- und Fernsehproduzent und Film- und Fernsehregisseur
- Cebrián y Agustín, Pedro (1687–1752), Vizekönig von Neuspanien
- Cebrián, Juan Luis (* 1944), spanischer Journalist, Schriftsteller, Medienunternehmer
- Cébron, Jean (1927–2019), französischer Tänzer, Choreograph und Tanzpädagoge

### Cebu
- Cebula, Josef (1902–1941), polnischer katholischer Missionar und Seliger
- Cebulj, Christian (* 1964), deutscher Theologe und Religionspädagoge, Rektor der Theologischen Hochschule Chur
- Cebulla, Dana (* 1949), deutsche Schauspielerin
- Cebulla, David (* 1991), deutscher Naturfilmer und Regisseur
- Cebulla, Frank (* 1962), deutscher Fußballspieler
- Cebulla, Jana (* 1977), deutsche Journalistin, Hörfunkmoderatorin und Medienmanagerin
- Cebulla, Julius (1917–1999), deutscher SED-Funktionär
- Cebulla, Marco (* 1997), Schweizer Unihockeyspieler